# Nikolai Nikolajewitsch Murawjow-Amurski

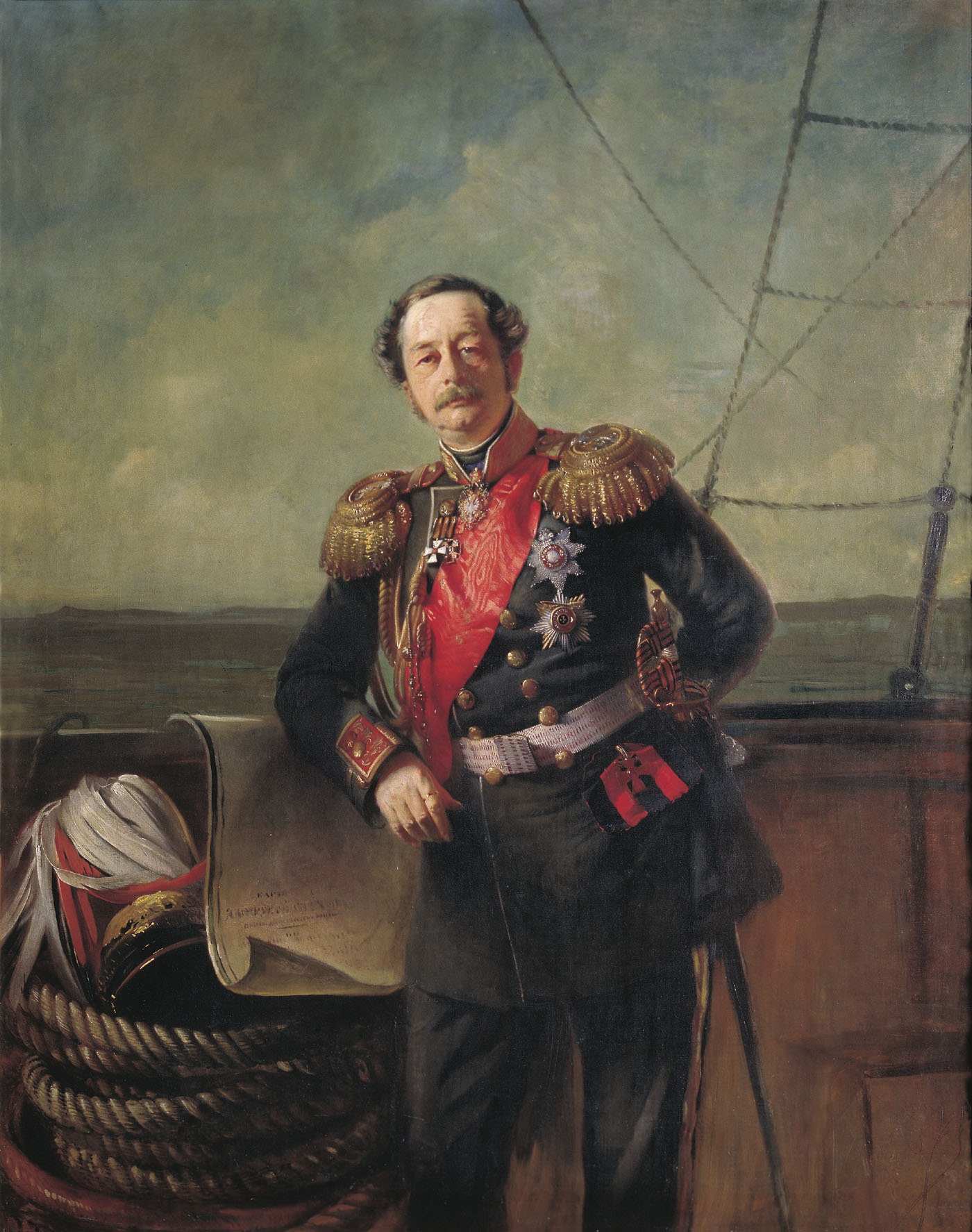
Graf Murawjow-Amurski, Porträt von Konstantin Makowski, 1863

Nikolai Nikolajewitsch Murawjow-Amurski (russisch Никола́й Никола́евич Муравьёв-Аму́рский, wiss. Transliteration Nikolaj Nikolaevič Murav'ëv-Amurskij; * 11.jul. / 23. August 1809greg. in Sankt Petersburg; † 18.jul. / 30. November 1881greg. in Paris) war ein russischer Militär, Staatsmann und Diplomat, der eine wichtige Rolle bei der Expansion des Russischen Reiches im Fernen Osten spielte.

## Frühes Leben und Karriere
Nikolai Murawjow wurde in Sankt Petersburg geboren. 1827 absolvierte er das Pagenkorps und nahm danach an der Belagerung von Warna im Russisch-Türkischen Krieg (1828–1829) sowie an der Niederschlagung des polnischen Aufstandes von 1831 teil. Aus Gesundheitsgründen zog er sich 1833 aus dem Militär zurück und verwaltete zunächst das Anwesen seines Vaters. 1838 kehrte er jedoch zum aktiven Dienst zurück und wurde im Kaukasus eingesetzt. Während einer der Aktionen gegen die Bergvölker wurde Murawjow verwundet. Ab 1840 bekam Murawjow die Leitung über einen Abschnitt der Schwarzmeer-Küstenverteidigungslinien und nahm während dieser Zeit an der Befriedung der Ubychen teil.
1841 wurde Murawjow in den Rang eines Generalmajors befördert, musste sich jedoch wegen Krankheit endgültig aus dem Militär zurückziehen. Er wechselte stattdessen ins Innenministerium und wurde 1846 zum Zivil- und Militärgouverneur der zentralrussischen Provinz Tula ernannt. In seinem Bestreben, die wirtschaftliche Situation in seinem Gouvernement zu verbessern, ließ er einen landwirtschaftlichen Verein gründen. Murawjow war zugleich der erste Gouverneur, der Zar Nikolaus I. einen Vorschlag zur Abschaffung der Leibeigenschaft unterbreitete. Die Petition wurde auch von neun großen Grundbesitzern seines Gouvernement unterschrieben. Der Zar ignorierte den Vorschlag, bezeichnete Murawjow danach immer als „Demokrat“ und „Liberalen“.

## Generalgouverneur von Ostsibirien

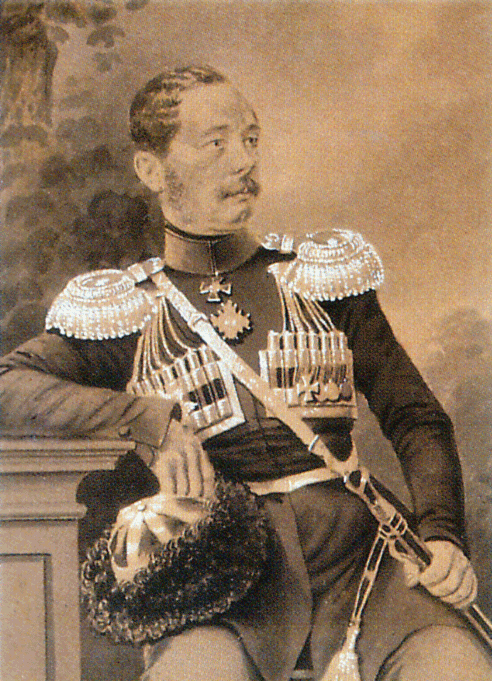
Murawjow-Amurski

1847 wurde Murawjow zum Generalgouverneur von Irkutsk ernannt. Die Ernennung löste Spekulationen aus, da es ungewöhnlich war, dass ein Mann in seinem damaligen Alter von nur 37 Jahren als Verwalter eines derart riesigen Gebiets auftrat. Ungeachtet der ablehnenden Interventionen des Außenministers Karl Robert von Nesselrode wurde Murawjow persönlich vom Zaren beauftragt, russische Territorialgewinne gegenüber China zu erzwingen. Murawjows erste Bestrebungen als Generalgouverneur in Sibirien waren die Bekämpfung von Korruption und die Russifizierung fernöstlicher Völker. Er trieb die russische Erschließung und Besiedlung der Gebiete am Amur voran und nutzte dabei Hilfe politischer Exilanten. Sein Handeln war auf die Durchsetzung der russischen Interessen nebst der Förderung des Handels und der Wirtschaft in Russisch-Sibirien ausgerichtet. Er betrachtete die russisch-orthodoxe Religion als ein geeignetes Mittel, fremde Völker zu unterwerfen, und begünstigte den Bau von Kirchen.
Auf Grundlage des 1689 abgeschlossenen Vertrags von Nertschinsk hatte Russland kein Recht, auf dem Amur Schifffahrt zu betreiben. Murawjow ignorierte diesen Völkerrechtsvertrag, trotz wiederholter Einwände des Petersburger Außenministeriums, das eine Verschlechterung der chinesisch-russischen Beziehungen „auf lange Zeit“ voraussah. Nachdem jedoch Murawjows Truppen den Unterlauf des Amur erobert hatten, genehmigte die zaristische Regierung weitere Expansionen. Diese sogenannten Expeditionen standen unter der Leitung von Gennadi Newelskoi, der zwischen 1851 und 1853 am Amur-Delta und auf der Insel Sachalin mehrere russische Siedlungen gründen ließ.
Anfang 1854 bevollmächtigte Zar Nikolaus I. Murawjow, mit dem Chinesen Verhandlungen über den Grenzverlauf am Amur zu führen sowie große Truppenkontingente an der Amurmündung zu stationieren. Militärisch unterstützte Murawjow zwischen 1854 und 1858 Newelskoi bei der Errichtung neuer Siedlungen. Erste Kämpfe fanden im Mai 1854 statt. Das russische Militär fuhr auf 77 Kriegsschiffen, angeführt vom „Argun“-Dampfschiff, flussabwärts zur Amurmündung und besetzte große Teile der Äußeren Mandschurei. Aufgrund des ausgebrochenen Krimkriegs wurde ein Teil der Truppen nach Kamtschatka geschickt, wo Murawjow Artilleriestellungen und Befestigungen aufbauen ließ, die später die erfolgreiche Verteidigung von Petropawlowsk gegen englisch-französische Landungstruppen sicherten. 1855 gründeten bewaffnete Kosaken die erste russische Siedlung an der Mündung des Amurs, Nikolajewsk. Während dieser Zeit begannen die Grenzverhandlungen mit den Chinesen.

### Vertrag von Aigun
Während der letzten Expedition 1858 schloss Murawjow mit dem Kaiserreich China den Vertrag von Aigun. Die chinesische Regierung war gegen jegliche andere Grenzziehung am Amur. Sie präferierte den Status quo und die Einhaltung des 1689 völkerrechtlich verbindlichen Vertrags von Nertschinsk. Murawjow zwang die Chinesen jedoch den von Russland aufgesetzten Vertrag zu unterzeichnen, indem er bei den Verhandlungen von zwei Kanonenbooten aus Schüsse auf Aigun abfeuern ließ, woraufhin der Oberbefehlshaber des chinesischen Heeres Yishan den „Ungleichen Vertrag“ unterschrieb.
Der Vertrag von Aigun legte den Amur als Grenze zwischen dem Russischen Reich und China fest und gab Russland einen freien Zugang zum Pazifischen Ozean. Für diese Leistung erhielt Murawjow den Titel Graf von Amur (Amurski), den er fortan als Namenszusatz führte. Die neuen Gebiete, die Russland erhielt, umfassten nach heutigen Begriffen die Oblast Amur, die Krais Chabarowsk, Primorje sowie die Insel Sachalin. Der Vertrag von Aigun wurde 1860 in der Pekinger Konvention bestätigt und erweitert.
Als Gouverneur von Ostsibirien unternahm Murawjow-Amurski zahlreiche Versuche, die Gebiete am Amur zu besiedeln. Da jedoch nur wenige Menschen freiwillig in dieses unerschlossene Gebiet ziehen wollten, mussten dort mehrere Kosakenregimenter stationiert werden, damit das Gebiet gehalten werden konnte. Versuche, den Verkehr von Dampfbooten und die Einrichtung eines Postwegs entlang des Amurs zu organisieren, erwiesen sich lange Zeit als schwierig. Murawjow erreichte die Erlaubnis Sankt-Petersburgs, wo noch starke Bedenken über die Zweckmäßigkeit der Übernahme dieses Gebiets herrschten, Leibeigene von den Arbeiten in den erbeuteten Erzminen von Nertschinsk zu befreien. Aus diesen Menschen wurde ein 12.000 Mann starkes Korps von Amur-Kosaken gegründet, welches die russischen Interessen am Amur sicherte. Ihre Leitung stellten militärisch erfahrene Kosaken aus der Baikal-Region.
Im Dezember 1858 wurde er für seine Verdienste zum Ehrenmitglied der Russischen Akademie der Wissenschaften in St. Petersburg gewählt.
Murawjow-Amurski trat 1861 vom Posten des Generalgouverneurs zurück, nachdem sein Vorschlag, Ostsibirien in zwei separate Generalgouvernements zu teilen, abgelehnt worden war. Er wurde zu einem Mitglied des Staatsrats ernannt. 1868 zog er nach Paris, wo er bis zu seinem Tod 1881 lebte und Russland nur gelegentlich besuchte, um an den Sitzungen des Staatsrats teilzunehmen.

## Gedenken

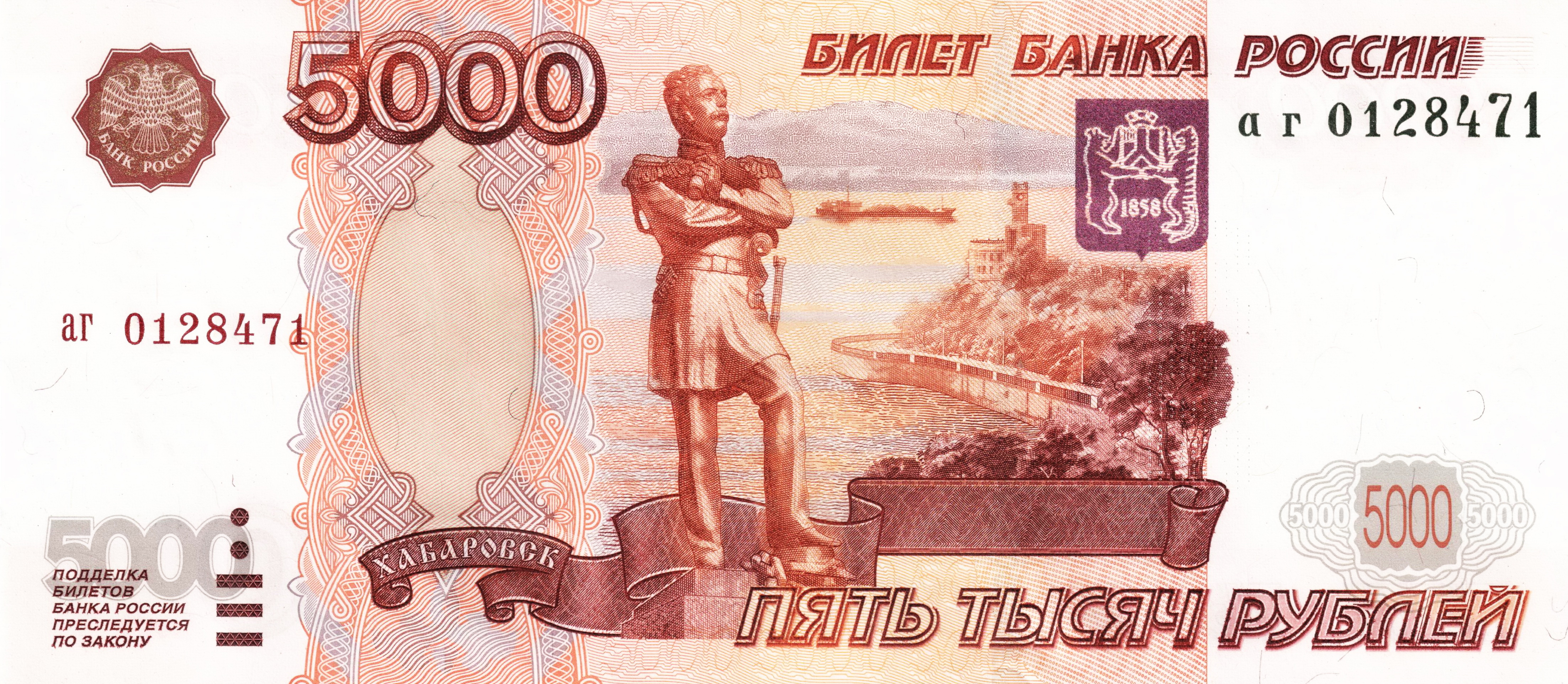
Murawjow-Amurski auf der aktuellen 5000-Rubel-Banknote Russlands (2006)

1891 wurde eine bronzene Statue Murawjows auf einer der Amurklippen in der Nähe von Chabarowsk errichtet. 1929 wurde sie abmontiert und durch ein Denkmal Lenins ersetzt, das bis 1989 existierte. 1993 wurde das Denkmal für Murawjow-Amurski wiedererrichtet.
Im Jahr 1992 wurden die sterblichen Überreste von Murawjow-Amurski von Paris nach Wladiwostok gebracht. Die Stadt befindet sich auf der nach ihm benannten Murawjow-Amurski-Halbinsel. Das Monument in der Nähe von Chabarowsk wurde auf der höchsten Rubel-Banknote abgebildet (5000 Rubel), die die Zentralbank der Russischen Föderation am 31. Juli 2006 in Umlauf brachte.